# Contea di Hornsby
La contea di Hornsby è una Local Government Area che si trova nel Nuovo Galles del Sud. Essa si estende su una superficie di 462 chilometri quadrati e ha una popolazione di 164.034 abitanti. La sede del consiglio si trova a Hornsby.